# اکروتوموفیلیا
اَکروتوموفیلیا (به انگلیسی: Acrotomophilia) یک پارافیلیا است که در آن فرد، به افرادی که دچار قطع عضو هستند علاقه شدید جنسی نشان می‌دهد. اکروتوموفیلیا به نوعی نقطه مقابل اختلال هویت تمامیت بدن (اَپِتَمنوفیلیا) است، حالتی که فرد تمایل جنسی به قطع عضو بودن دارد.

## بررسی اجمالی
افراد دچار اکروتوموفیلیا ممکن است به خاطر ظاهر فیزیکی نواحی قطع عضو به آن‌ها علاقه‌مند شوند یا ناحیه قطع عضو شده را به عنوان یک نراندامه برای لذت جنسی در نظر بگیرند. آن‌ها ممکن است از ایده تسلط بر افراد دارای قطع عضو حین رابطه لذت ببرند یا به علت دشواری مراقبت از افراد قطع عضو، برانگیخته شوند.